# کرکس سیاه (سرده)
کرکس سیاه سرده‌ای از کرکس‌های جهان جدید است که شامل کرکس سیاه (Coragyps atratus) و دو خویشاوند منقرض شده است.
یکی از گونه‌های منقرض‌شده، کرکس سیاه غربی، یا Coragyps occidentalis بوده است، یکی از خویشاوندان اجدادی بزرگ‌تر گونه‌های امروزی که در بیشتر دوران پلیستوسن در آمریکای شمالی زندگی می‌کردند. دیگری کرکس سیاه کوبایی، Coragyps seductus بوده است که از دوران پلیستوسن کوبا می‌زیسته است.